# American Viticultural Area

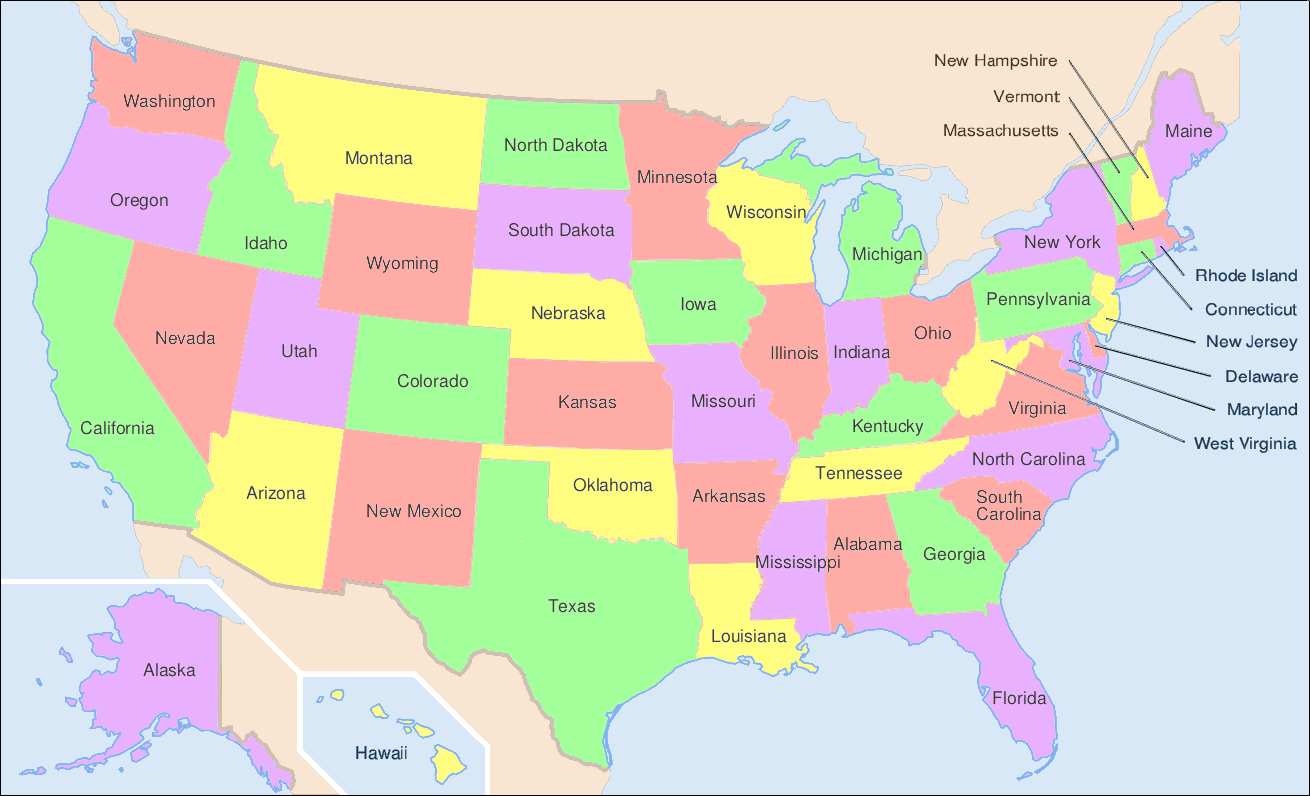
Karte der USA mit Namen der US-Bundesstaaten

Eine American Viticultural Area (AVA) ist eine Herkunftsbezeichnung im US-amerikanischen Weinbau. Kontrollbehörde ist das Alcohol and Tobacco Tax and Trade Bureau (kurz TTB). Das TTB definiert auf Initiative von Winzern, Winzerverbänden und anderen lokalen Einrichtungen die geographischen Grenzen eines AVA. Bis 2003 oblag diese Aufgabe dem Bureau of Alcohol, Tobacco and Firearms.
Zurzeit existieren 187 AVAs (Stand April 2007). Allein 97 liegen im Bundesstaat Kalifornien. Kleinstes Weinbaugebiet ist dabei mit nur 25 Hektar (62 acres) Cole Ranch AVA im Mendocino County in Kalifornien. Die größte Region ist Ohio River Valley AVA mit fast 67.300 km², die sich über 4 Bundesstaaten erstreckt. Die Augusta AVA in Augusta (Missouri) erhielt diesen Status als erste Region am 20. Juni 1980.
Die Vorgaben des TTB sind rein geographischer Natur. Vorschriften zu Ertragsbeschränkungen, Rebsorten, Reberziehung etc. sind im System der AVA nicht vorgesehen.
Ein Weinberg kann durchaus zu mehreren AVAs gehören. Die beiden Gebiete Santa Clara Valley AVA und Livermore Valley AVA zum Beispiel sind ein etwas genauer definierter Teil der San Francisco Bay AVA, die ihrerseits Teil der umfangreichen Central Coast AVA ist.

## Aktuelle Liste der AVA
Die folgende Aufzählung orientiert sich an der geographischen Lage der American Viticultural Areas:

### Die AVAs in Kalifornien
Siehe auch den Artikel Weinbau in Kalifornien.
- Alexander Valley
- Anderson Valley
- Arroyo Grande Valley
- Arroyo Seco
- Atlas Peak
- Ben Lomond Mountain
- Benmore Valley
- Bennett Valley
- Borden Ranch
- California Shenandoah Valley
- Capay Valley
- Carmel Valley
- Central Coast
- Chalk Hill
- Chalone
- Chiles Valley
- Cienega Valley
- Clarksburg
- Clements Hills
- Clear Lake
- Cole Ranch
- Cosumnes River
- Covelo
- Cucamonga Valley
- Diablo Grande
- Diamond Mountain District
- Dos Rios
- Dry Creek Valley
- Dunnigan Hills
- Edna Valley
- El Dorado
- Fair Play
- Fiddletown
- Green Valley of Russian River Valley
- Guenoc Valley
- Hames Valley
- High Valley
- Howell Mountain
- Jahant
- Knights Valley
- Lime Kiln Valley
- Livermore Valley
- Lodi
- Los Carneros
- Madera
- Malibu-Newton Canyon
- McDowell Valley
- Mendocino
- Mendocino Ridge
- Merritt Island
- Mokelumne River
- Monterey
- Mt. Harlan
- Mt. Veeder
- Napa Valley
- North Coast
- North Yuba
- Northern Sonoma
- Oak Knoll District of Napa Valley
- Oakville
- Pacheco Pass
- Paicines
- Paso Robles
- Potter Valley
- Ramona Valley
- Red Hills Lake County
- Redwood Valley
- River Junction
- Ribbon Ridge
- Rockpile
- Russian River Valley
- Rutherford
- Saddle Rock-Malibu
- Salado Creek
- San Antonio Valley
- San Benito
- San Bernabe
- San Francisco Bay
- San Lucas
- San Pasqual Valley
- San Ysidro District
- Santa Clara Valley
- Santa Cruz Mountains
- Santa Lucia Highlands
- Santa Maria Valley
- Santa Ynez Valley
- Seiad Valley
- Sierra Foothills
- Sloughhouse
- Snake River Valley
- Solano County Green Valley
- Sonoma Coast
- Sonoma County
- Sonoma Mountain
- Sonoma Valley
- South Coast
- Spring Mountain District
- St. Helena
- Sta. Rita Hills
- Stags Leap
- Suisun Valley
- Temecula Valley
- Tracy Hills
- Trinity Lakes
- Wild Horse Valley
- Willow Creek
- York Mountain
- Yorkville Highlands
- Yountville

### Liste der Pacific Northwest AVAs
Die American Viticultural Areas (AVAs) in Oregon, Washington und Idaho sind:
- Applegate Valley, Oregon
- Chehalem Mountains, Oregon
- Columbia Gorge, Oregon und Washington
- Columbia Valley, Washington und Oregon
- Dundee Hills, Oregon
- Eola-Amity Hills, Oregon
- Horse Heaven Hills AVA, Washington
- Lake Chelan AVA, Washington
- McMinnville, Oregon
- Puget Sound, Washington
- Rattlesnake Hills, Washington
- Red Hill Douglas County, Oregon
- Red Mountain, Washington
- Ribbon Ridge, Oregon
- Rogue Valley, Oregon
- Snake River Valley, Idaho
- Southern Oregon, Oregon
- Umpqua Valley, Oregon
- Wahluke Slope, Washington
- Walla Walla Valley, Oregon und Washington
- Willamette Valley, Oregon
- Yakima Valley, Washington
- Yamhill-Carlton District, Oregon

### Liste der AVAs der Ostküste
- Catoctin, Maryland
- Cayuga Lake, New York
- Central Delaware Valley, New Jersey und Pennsylvania
- Cumberland Valley, Maryland und Pennsylvania
- Finger Lakes, New York
- Grand River Valley, Ohio
- Long Island, New York
- Hudson River, New York
- Lake Erie, New York, Ohio und Pennsylvania
- Lancaster Valley, Pennsylvania
- Lehigh Valley, Pennsylvania
- Linganore, Maryland
- Martha’s Vineyard, Massachusetts
- Monticello, Virginia
- Niagara Escarpment, New York
- North Fork of Long Island AVA, New York
- North Fork of Roanoke, Virginia
- Northern Neck George Washington Birthplace, Virginia
- Outer Coastal Plain, New Jersey
- Rocky Knob, Virginia
- Seneca Lake, New York
- Shenandoah Valley, Virginia und West Virginia
- Southeastern New England, Connecticut, Massachusetts und Rhode Island
- The Hamptons, Long Island, New York
- Virginia’s Eastern Shore, Virginia
- Warren Hills, New Jersey
- Western Connecticut Highlands, Connecticut
- Yadkin Valley, North Carolina

### Liste der AVAs im Zentrum des Landes
- Alexandria Lakes, Minnesota

- Altus, Arkansas
- Arkansas Mountain, Arkansas
- Augusta, Missouri
- Bell Mountain, Texas
- Escondido Valley, Texas
- Fennville, Michigan
- Fredericksburg im Texas Hill Country, Texas
- Grand River Valley, Ohio
- Grand Valley, Colorado
- Hermann, Missouri
- Isle St. George, Ohio
- Kanawha River Valley, Ohio und West Virginia
- Lake Michigan Shore, Michigan
- Lake Wisconsin, Wisconsin
- Leelanau Peninsula, Michigan
- Loramie Creek, Ohio
- Mesilla Valley, New Mexico and Texas
- Middle Rio Grande Valley, New Mexico
- Mimbres Valley, New Mexico
- Mississippi Delta, Louisiana, Mississippi und Tennessee
- Ohio River Valley, Indiana, Kentucky, Ohio und West Virginia
- Old Mission Peninsula, Michigan
- Ozark Highlands, Missouri
- Ozark Mountain, Arkansas, Missouri, und Oklahoma
- Shawnee Hills, Illinois
- Shenandoah Valley, Virginia und West Virginia
- Sonoita, Arizona
- Texas Davis Mountains, Texas
- Texas High Plains, Texas
- Texas Hill Country AVA, Texas
- Texoma, Texas und Oklahoma
- West Elks, Colorado